# 372 Palma

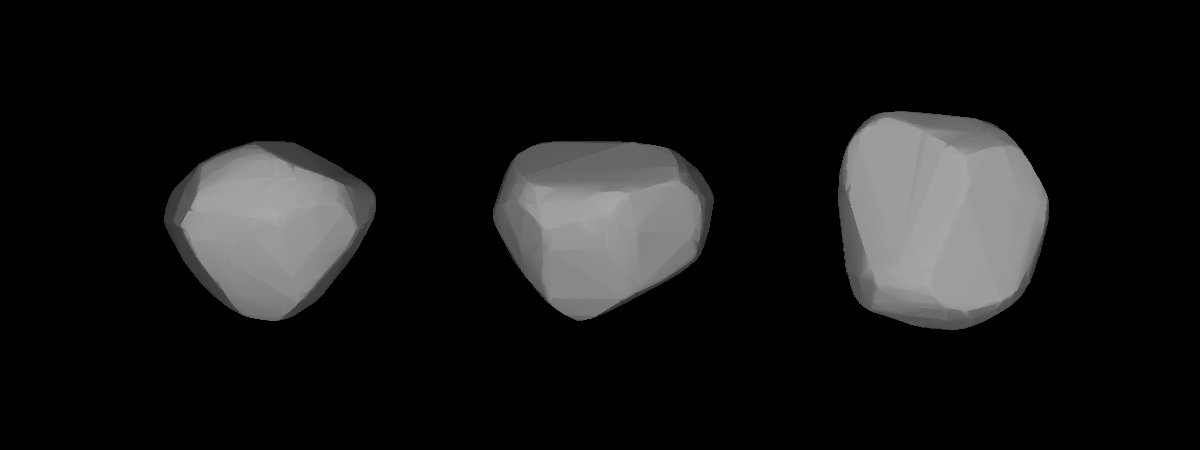
372 Palma

372 Palma é um dos maiores asteroides da cintura de asteroides. Foi descoberto por Auguste Charlois a 19 de Agosto de 1893 em Nice.
Acredita-se que foi nomeado como referência à capital de Mallorca, uma ilha nas Baleares (Espanha, que está localizada ao sul da França. É uma das sete descobertas de Charlois que foi expressamente designada pelo Astromomisches Rechen-Institut (Instituto de Cálculo Astronômico).